# Bucculatrix albipedella
Bucculatrix albipedella är en fjärilsart som beskrevs av Hofmann 1874. Bucculatrix albipedella ingår i släktet Bucculatrix och familjen kronmalar. Inga underarter finns listade i Catalogue of Life.

## Bildgalleri

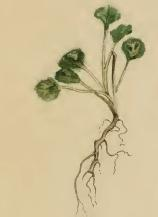
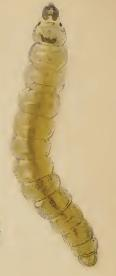
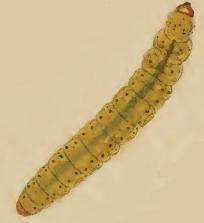